# Pučišća
Pučišća so naselje na Hrvaškem, ki je upravno središče občine Pučišća na otoku Brač, ki spada pod Splitsko-dalmatinsko županijo. Občina obsega še naselji Gornji Humac in Pražnica.

## Geografija
Pučišća so večje naselje, ki se razprostira ob globoko zajedenemu zalivu na severni strani otoka. Kraj je z obalno cesto povezan s Supetrom, preko Pražnice pa z Bolom.
Globok in ozek razčlenjen zaliv se deli na dva dela. V vzhodnem delu je pristanišče za nakladanje znanega "braškega kamna", v zahodnem delu pa naselje s pristanom, ki pa je izpostavljeno močnim udarom burje. Pristan ima v severnem delu globino 4, v južnem pa 3 m.

## Gospodarstvo
Poleg turizma (hotel Porat) je v kraju okoli katerega so trije kamnolomi (Punta, Veselje in Kupinova) pomembna gospodarska dejavnost pridobivanj znanega "braškega kamna" in kamnoseštvo.

## Zgodovina
Pučišća so bila najbolj utrjeno naselje na otoku. Naselje se je pričelo graditi po letu 1462.  Od nekdanjih trinajstih obrambnih zgradb so se v predelani obliki ohranili štiri. Prvi utrdbo-kastel so postavili 1467.
V župnijska cerkev je več eksponatov iz preteklosti: leseni relief sv. Jeronima, delo rezbarja F. Čiočića iz leta 1578, oltarna slika sv. Roka delo slikarja J. Palme-mlajšega in slika "Gospe od Karmena" (nepoznanega avtorja beneške slikarske šole iz 18. st.)
Na lokaciji Čad (185 mnm) vzhodno od naselja je bilo najdenih več najdb iz rimskega obdobja, na lokaciji Vela Bratuča, ki leži zahodno od naselja pa stoji cerkvica sv. Juraja, postavljena v 14. stoletju, v stilu prehodnega obdobja iz romanike v gotiko. Nad oltarjem je kamnita skulptura nepoznanega braškega mojstra iz obdobja renesanse.

## Demografija
| Pregled števila prebivalcev po letih | Pregled števila prebivalcev po letih | Pregled števila prebivalcev po letih | Pregled števila prebivalcev po letih | Pregled števila prebivalcev po letih | Pregled števila prebivalcev po letih | Pregled števila prebivalcev po letih | Pregled števila prebivalcev po letih | Pregled števila prebivalcev po letih | Pregled števila prebivalcev po letih | Pregled števila prebivalcev po letih | Pregled števila prebivalcev po letih | Pregled števila prebivalcev po letih | Pregled števila prebivalcev po letih | Pregled števila prebivalcev po letih |
| ------------------------------------ | ------------------------------------ | ------------------------------------ | ------------------------------------ | ------------------------------------ | ------------------------------------ | ------------------------------------ | ------------------------------------ | ------------------------------------ | ------------------------------------ | ------------------------------------ | ------------------------------------ | ------------------------------------ | ------------------------------------ | ------------------------------------ |
| 1857                                 | 1869                                 | 1880                                 | 1890                                 | 1900                                 | 1910                                 | 1921                                 | 1931                                 | 1948                                 | 1953                                 | 1961                                 | 1971                                 | 1981                                 | 1991                                 | 2001                                 |
| 1218                                 | 1526                                 | 1722                                 | 2169                                 | 2290                                 | 2297                                 | 3068                                 | 1815                                 | 1587                                 | 1684                                 | 1663                                 | 1588                                 | 1706                                 | 1706                                 | 1602                                 |

## Zanimivosti
V Pučišću v od leta 1995 dalje od julija do konca avgusta deluje »Mednarodna poletna glasbena šola Pučišća«.